# Ulia
Ulia este o arie protejată (arie specială de conservare — SAC, sit de importanță comunitară — SCI) din Spania întinsă pe o suprafață de 42,22 ha, integral pe uscat.

## Localizare
Centrul sitului Ulia este situat la coordonatele 43°20′04″N 1°58′17″W / 43.3345°N 1.9713°V.

## Înființare
Situl Ulia a fost declarat sit de importanță comunitară în decembrie 1997 pentru a proteja 16 specii de animale. Situl a fost protejat și ca arie specială de conservare în iunie 2013.

## Biodiversitate
Situată în ecoregiunile atlantică și marină Atlantică, aria protejată conține 3 habitate naturale: Pajiști uscate atlantice de coastă cu Erica vagans, Pajiști uscate europene, Faleze cu vegetație de pe coastele atlantice și baltice.
La baza desemnării sitului se află mai multe specii protejate de  păsări (16): cufundar polar (Gavia arctica), cufundar mare (Gavia immer), cufundar mic (Gavia stellata), pescăriță râzătoare (Gelochelidon nilotica), Hydrobates pelagicus, pescăruș negricios (Larus fuscus), Larus marinus, pescăruș-cu-cap-negru (Larus melanocephalus), Larus michahellis, Oceanodroma leucorhoa, Phalacrocorax aristotelis, Sterna paradisaea, chiră de mare (Sterna sandvicensis), chiră mică (Sternula albifrons), turturică (Streptopelia turtur), silvie de tufiș (Sylvia undata).
Pe lângă speciile protejate, pe teritoriul sitului au mai fost identificate 2 specii de plante, 2 specii de păsări, 2 specii de mamifere.